# تریلبی گلاور
تریلبی گلاور (به انگلیسی: Trilby Glover) (زاده ۲۸ مهٔ ۱۹۷۹) بازیگر استرالیایی است.
از کارهای معروف او می‌توان به بازی در فیلم‌های پسر ماسک، ۸۸ دقیقه، قتل عادلانه و سوزن اشاره کرد.